# Бълард (окръг, Кентъки)
Окръг Бълард (на английски: Ballard County) е окръг в щата Кентъки, Съединени американски щати. Площта му е 710 km², а населението - 8286 души (2000). Административен център е град Уиклиф.